# دشت کنار (مرودشت)
دشت کنار (مرودشت)، روستایی از توابع بخش درودزن شهرستان مرودشت در استان فارس ایران است.

## جمعیت
این روستا در دهستان درودزن قرار دارد و براساس سرشماری مرکز آمار ایران در سال ۱۳۸۵، جمعیت آن ۵۴ نفر (۱۴خانوار) بوده‌است.